# Stevie Kremer
Stevie Kremer (2 dicembre 1983) è un'ultramaratoneta, fondista di corsa in montagna e skyrunner statunitense.

## Biografia
Nata in Germania e cresciuta nel Connecticut, ha cominciato a correre durante il periodo delle scuole superiori.

## Premiazioni
Principali premiazioni o riconoscimenti:
- 2012 Campionessa mondiale in montagna lunghe distanze
- 2012 Runner dell'anno "USATF Trail"
- 2013 Runner dell'anno "USATF Mountain and Trail"
- 2013 Campionessa nazionale statunitense "Trail Marathon e Half Marathon"
- 2013 Campionessa Buff Skyrunner World Series
- 2013 Campionessa statunitense "Trail Series"
- 2014 Campionessa mondiale Skyrunning Combinata (Sky e Vertical: Mont-Blanc Marathon e Mont-Blanc Vertical KM)
- 2014 Campionessa Buff Skyrunner World Series

## Palmarès
Principali risultati agonistici:
- 2012:

1ª Jungfrau Marathon (Long Distance Mountain World Championship), Svizzera
- 2013

1ª Limone-Extreme Sky Race (record femminile della corsa), Italia
1ª Goldenleaf Half Marathon (record femminile della corsa) Aspen, CO, USA
1ª Breck Crest Marathon (record femminile della corsa) Breckenridge, CO, USA
1ª Pikes Peak Marathon (US Trail Marathon Championship) Colorado Springs, CO, USA
2ª Sierre-Zinal, Svizzera
1ª Hout Bay Challenge, (record femminile della corsa), Sudafrica
1ª Mont Blanc Marathon (record femminile della corsa), Francia
3ª Zegama Marathon, Spagna
1ª Hermannslauf (record femminile della corsa), Germania
- 2014

1ª Zegama-Aizkorri mendi maratoia, Paesi Baschi
1ª Sierre-Zinal, Svizzera
1ª Matterhorn Ultraks 46K (record femminile della corsa), Svizzera